# Skin (curtmetratge)
Skin és un curtmetratge dramàtic estatunidenc del 2018, dirigit pel cineasta d'origen israelià Guy Nattiv. Escrit conjuntament amb Sharon Maymon, la pel·lícula va guanyar l'Oscar al millor curtmetratge d'imatge real a la 91a edició dels Premis Oscar, la qual cosa va marcar la primera victòria de la distribuïdora Fox Searchlight Pictures en aquesta categoria. S'ha subtitulat al català.
El llargmetratge Skin de Nattiv, també estrenat el 2018, no està relacionat amb aquesta pel·lícula pel que fa a les seves narracions.